# Nguyễn Đình Tiến
Nguyễn Đình Tiến (sinh ngày 15 tháng 8 năm 1963) là một Thiếu tướng Quân đội nhân dân Việt Nam và chính trị gia người Việt Nam. Ông hiện là Phó Tư lệnh Quân khu 5, Ủy viên Ủy ban Quốc phòng và An ninh của Quốc hội, đại biểu Quốc hội Việt Nam khóa XIV nhiệm kì 2016-2021, thuộc đoàn đại biểu Quốc hội tỉnh Quảng Nam. Ông lần đầu được trung ương giới thiệu ứng cử và đã trúng cử đại biểu Quốc hội năm 2016 ở đơn vị bầu cử số 1, tỉnh Quảng Nam gồm có thị xã Điện Bàn và các huyện: Đại Lộc, Đông Giang, Tây Giang, Nam Giang, Phước Sơn.

## Xuất thân
Nguyễn Đình Tiến quê quán ở xã Duy An, huyện Duy Xuyên, tỉnh Quảng Nam.
Ông hiện cư trú ở Thị trấn Nam Phước, huyện Duy Xuyên, tỉnh Quảng Nam.

## Giáo dục
- Giáo dục phổ thông: 12/12
- Đại học Quân sự
- Cao cấp lí luận chính trị

## Sự nghiệp
Ông gia nhập Đảng Cộng sản Việt Nam vào ngày 21/5/1984.
Khi lần đầu được trung ương giới thiệu ứng cử đại biểu Quốc hội Việt Nam khóa 14 vào tháng 5 năm 2016 ông đang là Ủy viên Thường vụ Đảng ủy Quân khu 5, Thiếu tướng, Phó tư lệnh Quân khu 5, Quân đội nhân dân Việt Nam, làm việc ở Bộ Tư lệnh Quân khu 5, có bằng cao cấp lí luận chính trị.
Ông đã trúng cử đại biểu Quốc hội năm 2016 ở đơn vị bầu cử số 1, tỉnh Quảng Nam gồm có thị xã Điện Bàn và các huyện: Đại Lộc, Đông Giang, Tây Giang, Nam Giang, Phước Sơn, được 271.885 phiếu, đạt tỷ lệ 80,09% số phiếu hợp lệ.
Ông hiện là Thiếu tướng, Ủy viên Ban Thường vụ Đảng ủy quân khu, Phó Tư lệnh Quân khu 5, Quân đội nhân dân Việt Nam, Ủy viên Ủy ban Quốc phòng và An ninh của Quốc hội.
Ông đang làm việc ở Quân khu 5 - Bộ Tư lệnh Quân khu 5.